# 松王坟
松王坟，位于北京市朝阳区东风地区辛庄村中部。2013年1月，朝阳区文化委员会为“松王坟”立有“北京市朝阳区普查登记文物”牌。

## 简介
松王坟是清朝大臣松筠的家族墓地，占地面积大约为30亩。墓地在文化大革命中遭受严重破坏。现仅存原墓区的数十株古松柏。墓地中还葬有松筠的嫡裔、京剧四大须生之一的言菊朋（1890年-1942年）。
松筠（1752年-1835年），字湘浦，玛拉特氏，蒙古正蓝旗人，清朝乾隆、嘉庆、道光三朝大臣。
松王坟四周如今建有围墙，其内松柏茂密，绿草遍地。2013年5月16日，在附近出土言菊朋曾祖父熙昌的石碑，碑长2.4米，宽87厘米，厚40厘米，碑文起首写有“晋赠都统原任吏部侍郎熙昌碑”。该碑出土后迁至松王坟的墓区内。